# آندری آرلوفسکی
آندری آرلوفسکی (بلاروسی: Андрэй Валер'евіч Арлоўскі؛ زادهٔ ۴ فوریهٔ ۱۹۷۹) یک ورزشکار اهل بلاروس است.
از فیلم‌ها یا برنامه‌های تلویزیونی که وی در آن نقش داشته است می‌توان به سرباز جهانی: روز حساب، سرباز جهانی: احیا اشاره کرد.